# Canton de Gondrecourt-le-Château
Le canton de Gondrecourt-le-Château est une ancienne division administrative française, qui était située dans le département de la Meuse et la région Lorraine.
Le canton est créé en 1790 sous la Révolution française. À la suite du redécoupage cantonal de 2014, le canton est supprimé.

## Géographie
Ce canton est organisé autour du chef-lieu Gondrecourt-le-Château et fait partie intégralement de l'arrondissement de Commercy. Son altitude varie de 248 m (Tréveray) à 451 m (Vaudeville-le-Haut) pour une altitude moyenne de 349 m. Sa superficie est de 341,27 km2.

## Histoire
Le canton de Gondrecourt fait partie du district de Gondrecourt & Vaucouleurs,, créé par le décret du 30 janvier 1790 et qui sera simplifié en district de Gondrecourt.
Après la suppression des districts en 1795, le canton intègre l'arrondissement de Commercy lors de la création de celui-ci en 1801.
En 1924, à la suite du renommage de la commune chef-lieu Gondrecourt en Gondrecourt-le-Château, le canton change également de nom pour devenir le canton de Gondrecourt-le-Château.
À la suite du redécoupage cantonal de 2014, le canton est supprimé. Toutes les communes se retrouvent intégrées dans le canton de Ligny-en-Barrois.

## Composition
Le canton de Gondrecourt-le-Château regroupe 19 communes :
| Nom                                | Code Insee | Intercommunalité                        | Superficie (km2) | Population (dernière pop. légale) | Densité (hab./km2) |
| ---------------------------------- | ---------- | --------------------------------------- | ---------------- | --------------------------------- | ------------------ |
| Gondrecourt-le-Château (chef-lieu) | 55215      | CC des Portes de Meuse                  | 51,33            | 1 137 (2014)                      | 22                 |
| Abainville                         | 55001      | CC des Portes de Meuse                  | 13,67            | 301 (2014)                        | 22                 |
| Amanty                             | 55005      | CC des Portes de Meuse                  | 11,17            | 43 (2014)                         | 3,8                |
| Badonvilliers-Gérauvilliers        | 55026      | CC des Portes de Meuse                  | 21,03            | 140 (2014)                        | 6,7                |
| Baudignécourt                      | 55030      | CC Haute Saulx et Perthois-Val d'Ornois | 6,28             | 68 (2014)                         | 11                 |
| Bonnet                             | 55059      | CC des Portes de Meuse                  | 29,06            | 209 (2014)                        | 7,2                |
| Chassey-Beaupré                    | 55104      | CC des Portes de Meuse                  | 14,11            | 101 (2014)                        | 7,2                |
| Dainville-Bertheléville            | 55142      | CC des Portes de Meuse                  | 40,30            | 135 (2014)                        | 3,3                |
| Delouze-Rosières                   | 55148      | CC des Portes de Meuse                  | 15,08            | 125 (2014)                        | 8,3                |
| Demange-aux-Eaux                   | 55150      | CC des Portes de Meuse                  | 24,86            | 508 (2014)                        | 20                 |
| Horville-en-Ornois                 | 55247      | CC des Portes de Meuse                  | 7,62             | 61 (2014)                         | 8                  |
| Houdelaincourt                     | 55248      | CC des Portes de Meuse                  | 16,07            | 320 (2014)                        | 20                 |
| Mauvages                           | 55327      | CC des Portes de Meuse                  | 21,11            | 286 (2014)                        | 14                 |
| Les Roises                         | 55436      | CC des Portes de Meuse                  | 3,92             | 31 (2014)                         | 7,9                |
| Saint-Joire                        | 55459      | CC des Portes de Meuse                  | 18,32            | 227 (2014)                        | 12                 |
| Tréveray                           | 55516      | CC des Portes de Meuse                  | 17,18            | 598 (2014)                        | 35                 |
| Vaudeville-le-Haut                 | 55534      | CC des Portes de Meuse                  | 9,71             | 60 (2014)                         | 6,2                |
| Vouthon-Bas                        | 55574      | CC des Portes de Meuse                  | 7,22             | 52 (2014)                         | 7,2                |
| Vouthon-Haut                       | 55575      | CC des Portes de Meuse                  | 13,23            | 75 (2014)                         | 5,7                |

## Représentation

### Conseillers d'arrondissement (de 1833 à 1940)
| Période                                  | Période          | Identité                                  | Étiquette   | Qualité |
| ---------------------------------------- | ---------------- | ----------------------------------------- | ----------- | --- |
| 1833                                     | 1836             | M. Humblot                                |             | Juge de paix à Gondrecourt                                                                                  |
| 1836                                     | 1842             | Claude Roussel-Agnus                      |             | Propriétaire à Gondrecourt                                                                                  |
| 1842                                     | 1848             | M. Grosjean-Roussel                       |             | Maitre de fonderie à Gondrecourt                                                                            |
| 1848                                     | 1852             | Hyacinthe Hugues Nicolas Olry (1794-1862) |             | Notaire à Gondrecourt                                                                                       |
| 1852                                     | 1871             | Hubert Théodore Maréchal (1804-1891)      |             | Notaire à Houdelaincourt                                                                                    |
| 1871                                     | 1880             | Clément Chaufour                          |             | Propriétaire, maire de Gondrecourt                                                                          |
| 1880                                     | 1884 (démission) | Paul Léon Depautaine                      | Républicain | Docteur en médecine Maire de Gondrecourt                                                                    |
| 1884                                     | 1904             | Nicolas Gustave Cabley                    | Républicain | Agriculteur, maire de Houdelaincourt                                                                        |
| 1904                                     | 1919             | Eugène-Camille Jacquinot                  |             | Industriel, maire de Gondrecourt                                                                            |
| 1919                                     | 1937             | René Varin                                | Républicain | Notaire à Gondrecourt                                                                                       |
| 1937                                     | 1940             | Louis Obriot (1872-1941)                  |             | Pharmacien honoraire, maire de Gondrecourt                                                                  |
| 1940                                     |                  |                                           |             | Les conseils d'arrondissement ont été suspendus par la loi du 12 octobre 1940 et n'ont jamais été réactivés |
| Les données manquantes sont à compléter. |                  |                                           |             | |

### Conseillers généraux de 1833 à 2015
| Période                                  | Période          | Identité                                          | Étiquette                      | Qualité |
| ---------------------------------------- | ---------------- | ------------------------------------------------- | ------------------------------ | --- |
| Les données manquantes sont à compléter. |                  |                                                   |                                | |
| 1833                                     | 1841 (démission) | Édouard Charles Joseph Muel-Doublat               |                                | Maître des forges d'Abainville |
| 1841                                     | 1842             | Eugène Alexandre Auguste, comte de Messey-Bologne |                                | Propriétaire Maire de Chassey |
| 1842                                     | 1843 (démission) | Louis Prosper Jacquot d'Andelarre                 |                                | Maître de forges, conseiller d'arrondissement Élu comme conseiller général dans le canton de Ligny-en-Barrois                               |
| 1843                                     | 1843 (démission) | Claude Roussel-Agnus                              |                                | Maître de forges à Gondrecourt, conseiller d'arrondissement                                                                                 |
| 1843                                     | 1848             | Henri Étienne (1800-1861)                         | Centre gauche puis Droite      | Libraire, Conseiller à la Cour des comptes Député (1839-1851)                                                                               |
| 1848                                     | 1852             | Louis Prosper Jacquot d'Andelarre                 |                                | Maître de forges, conseiller d'arrondissement Maire de Tréveray                                                                             |
| 1852                                     | 1861             | Jacques Léon Ardouin                              |                                | Avocat, Juge de paix Maire de Gondrecourt                                                                                                   |
| 1861                                     | 1880             | Jean-Baptiste Guillaume                           | Droite                         | Marchand de bois Maire de Gondrecourt-le-Château                                                                                            |
| 1880                                     | 1884 (démission) | Clément Chaufour                                  | Républicain                    | Officier, Propriétaire Maire de Gondrecourt-le-Château                                                                                      |
| 1884                                     | 1904             | Paul Léon Depautaine                              | Républicain                    | Docteur en médecine Maire de Gondrecourt-le-Château, conseiller d'arrondissement                                                            |
| 1904                                     | 1919             | Nicolas Gustave Cabley                            | Républicain                    | Négociant, rentier à Houdelaincourt, conseiller d'arrondissement                                                                            |
| 1919                                     | 1940             | Pol Honnoré (1867-1948)                           | RG                             | Préfet honoraire, Tréveray Président du Conseil Général (1939-1940) Propriétaire à Neuilly-sur-Seine                                        |
|                                          |                  |                                                   |                                | |
| 1943                                     | 1945             | Henri Mage (1890-1975)                            |                                | Notaire Maire d'Houdelaincourt Nommé conseiller départemental en 1943                                                                       |
|                                          |                  |                                                   |                                | |
| 1945                                     | 1973             | Louis Jacquinot (1898-1993)                       | DVD puis CNIP puis RI puis UDR | Avocat Député (1932-1940 et 1945-1973) Ministre (1940, 1944-46, 1947, 1949-52, 1953-54 et 1958-66) Président du Conseil Général (1945-1973) |
| 1973                                     | 1993 (démission) | André Droitcourt (1932-2009)                      | DVD puis RPR                   | Directeur commercial Maire de Gondrecourt-le-Château (1965-1994) Député suppléant de Gérard Longuet (1993-1997)                             |
| 1993                                     | 1998             | Alain Cereda                                      | RPR                            | Conducteur de travaux à Demange-aux-Eaux |
| 1998                                     | 2015             | Daniel Lhuillier                                  | PS                             | Proviseur Maire d'Abainville (depuis 2001)                                                                                                  |

## Démographie
| 1962  | 1968  | 1975  | 1982  | 1990  | 1999  | 2006  | 2011  | 2012  |
| ----- | ----- | ----- | ----- | ----- | ----- | ----- | ----- | ----- |
| 6 213 | 6 000 | 5 635 | 5 500 | 5 395 | 5 020 | 4 966 | 4 675 | 4 627 |